# 6-os villamos (Bécs)
A bécsi 6-os jelzésű villamos a város villamoshálózatának tagja.  Útvonala a belvárosi Burggassetől indul, majd a Nyugati pályaudvar és a Gürtel érintésével halad a Matzleinsdorfer Platzig, és megy tovább Favoriten kerület felé. A 2019-es lerövidítéséig ez a vonal a 14,5 km-es hosszával volt a leghosszabb.

## Útvonala
A járat Margaretengürtel egy részén a földalatti villamosalagúton át közlekedik.
| → Burggasse-Stadthalle                                                                                                  | → Kaiserebersdorf |
| --- | --- |
| - Absberggasse - Quellenstraße - Knöllgasse - Margaretengürtel - Mariahilfer Gürtel - Neubaugürtel - Urban-Loritz-Platz | - Urban-Loritz-Platz - Neubaugürtel - Mariahilfer Gürtel - Margaretengürtel - Knöllgasse - Quellenstraße - Absberggasse |

## Története
A viszonylatot 1907 április 13-án adták át a Mariahilfer Straße és a  Gellertplatz között. 
A vonalat 2012-ben meghosszabbították, amikor is a 6-os és 71-es villamosok déli végállomását felcserélték, így az addig csak a köztemető 3-as kapujáig járó 6-os végállomása átkerült Kaiserebersdorfhoz, a 71-esét pedig az utóbbi helyről visszavágták az előbbiig.
2019. szeptember 2-án Favoriten és Simmering kerületek villamosjáratainak átszervezésével Geiereckstraße-ig vágták vissza, Kaiserebersdorfig a 71-est, valamint a 67-es helyébe lépő 11-est hosszabbították meg.

## Járművek
A vonalon alacsony padlós ULF villamosok valamint magas padlós E2-es motorkocsik közlekednek pótkocsikkal összekapcsolva. A 2017-es selejtezésükig szinte csak ezen a viszonylaton lehetett rendszeresen Lohner c3-as pótkocsikat látni. A járműkiadást Favoriten és Simmering kocsiszínek biztosítják.

## Megállóhelyei
| 6 (Geiereckstraße ◄► Burggasse, Stadthalle) | 6 (Geiereckstraße ◄► Burggasse, Stadthalle) | 6 (Geiereckstraße ◄► Burggasse, Stadthalle) | 6 (Geiereckstraße ◄► Burggasse, Stadthalle)            | 6 (Geiereckstraße ◄► Burggasse, Stadthalle) |
| Perc (↓)                                    | Megállóhely                                 | Perc (↑)                                    | Átszállási kapcsolatok                                 |                                             |
| ------------------------------------------- | ------------------------------------------- | ------------------------------------------- | ------------------------------------------------------ | ------------------------------------------- |
| 0                                           | Geiereckstraße végállomás                   | 29                                          | 11 69A                                                 |                                             |
| 2                                           | Absberggasse                                | 27                                          | 11, D                                                  |                                             |
| 4                                           | Schrankenberggasse                          | 26                                          | 11                                                     |                                             |
| 5                                           | Gellertplatz                                | 24                                          | 11                                                     |                                             |
| 7                                           | Reumannplatz                                | 23                                          | U1 11 7A, 14A, 65A, 66A, 68A, 68B                      |                                             |
| 9                                           | Quellenplatz                                | 21                                          | 11, O                                                  |                                             |
| 11                                          | Neilreichgasse                              | 19                                          |                                                        |                                             |
| 13                                          | Bernhardtstalgasse                          | 17                                          |                                                        |                                             |
| 15                                          | Knöllgasse                                  | 16                                          | 1                                                      |                                             |
| 17                                          | Matzleinsdorfer Platz                       | 14                                          | S1 , S2 , S3 , S4 , S80 1, 18, 62 14A Wiener Lokalbahn |                                             |
| 19                                          | Eichenstraße                                | 12                                          | 18, 62 12A Wiener Lokalbahn                            |                                             |
| 21                                          | Arbeitergasse, Gürtel                       | 10                                          | 18 59A                                                 |                                             |
| 23                                          | Margaretengürtel                            | 8                                           | U4 18                                                  |                                             |
| 24                                          | Gumpendorfer Straße                         | 6                                           | U6 18                                                  |                                             |
| 25                                          | Mariahilfer Gürtel                          | 5                                           | 18                                                     |                                             |
| 28                                          | Westbahnhof                                 | 3                                           | U3 , U6 S50 5, 9, 18, 52, 60                           |                                             |
| 31                                          | Urban-Loritz-Platz                          | 1                                           | 9, 18, 49                                              |                                             |
| 31                                          | Burggasse, Stadthalle végállomás            | 0                                           | U6 18 48A                                              |                                             |

## Galéria

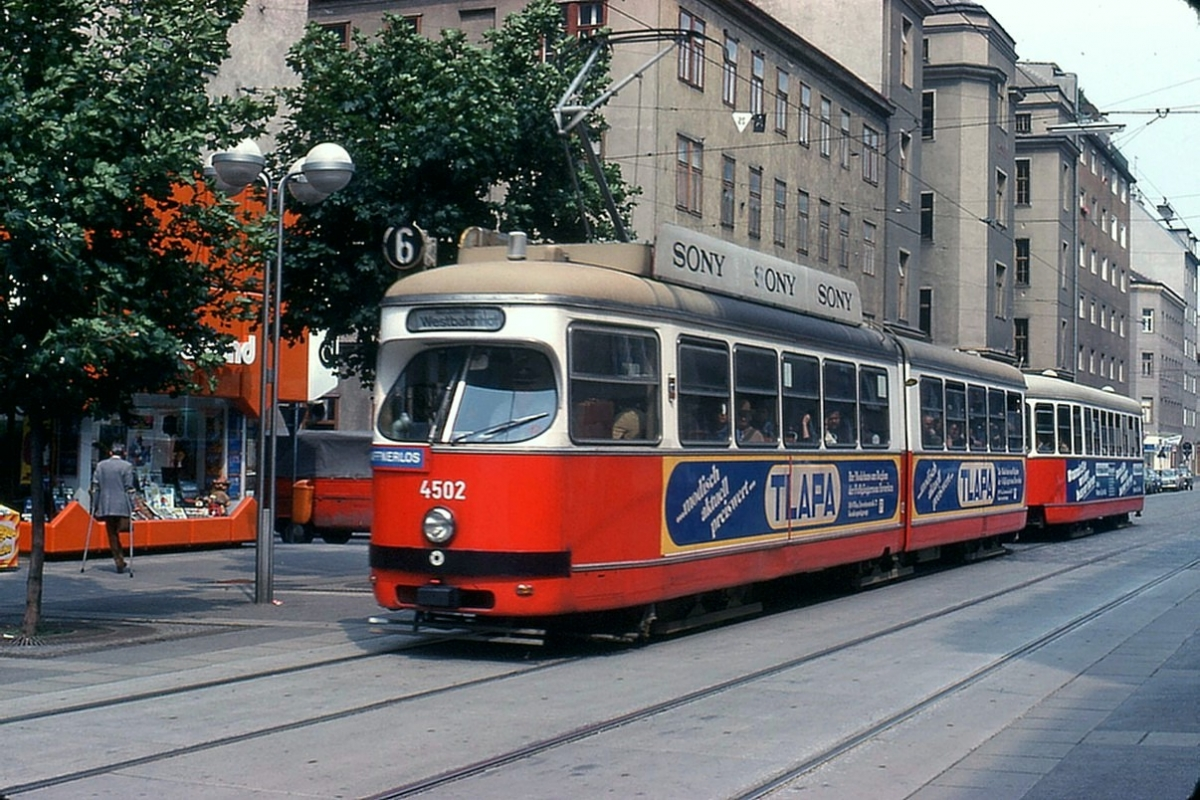
E1-es villamos 1978-ban
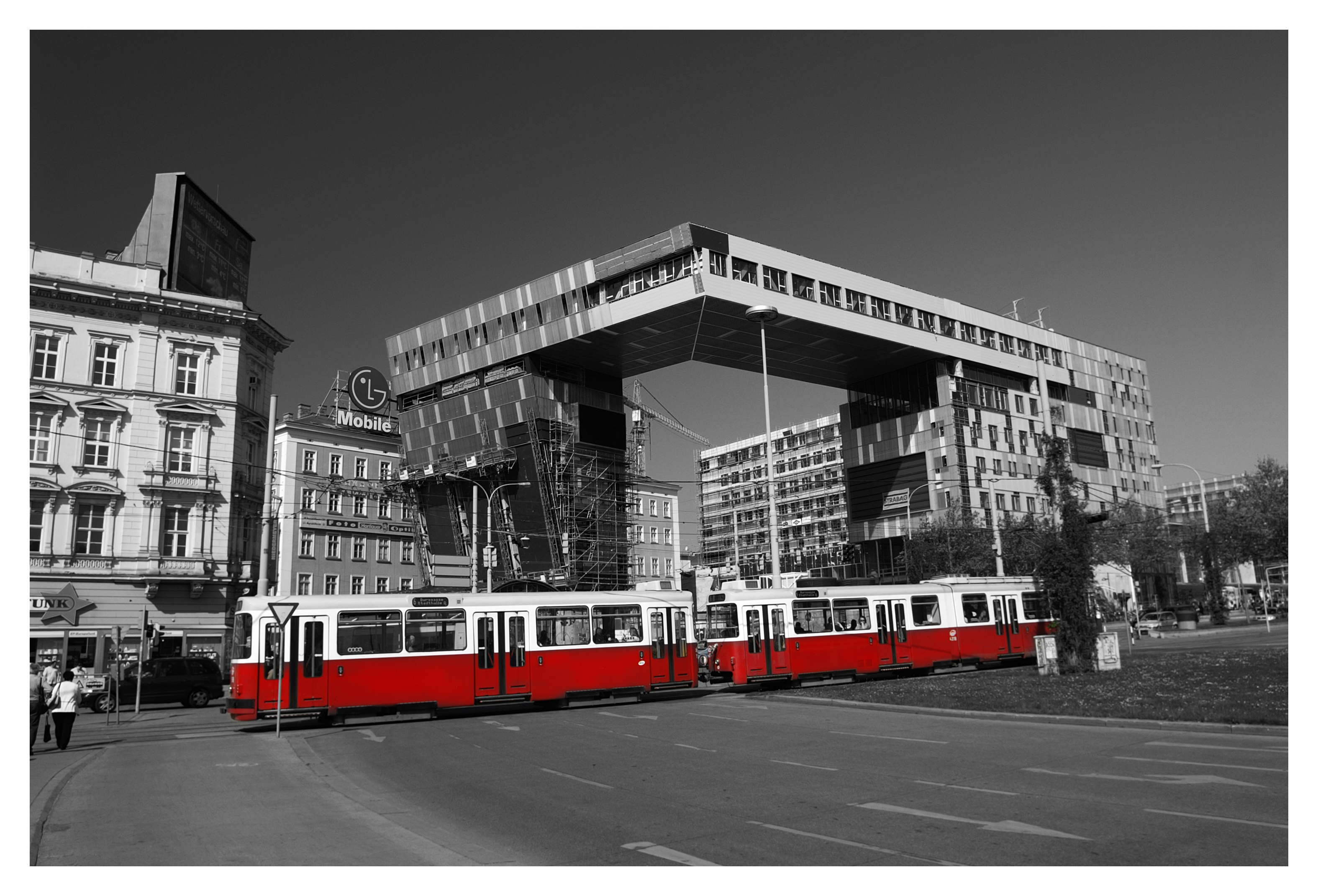
E2-es villamos c5-ös pótkocsival
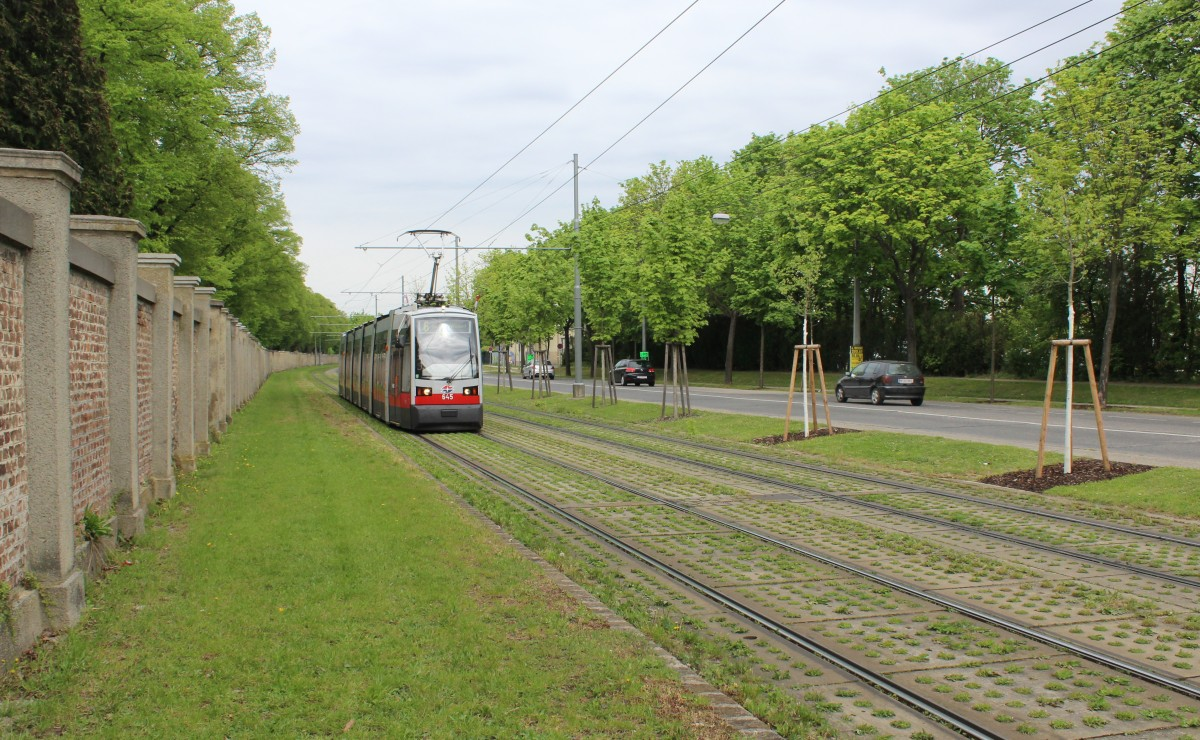
ULF a köztemető kerítése mellett
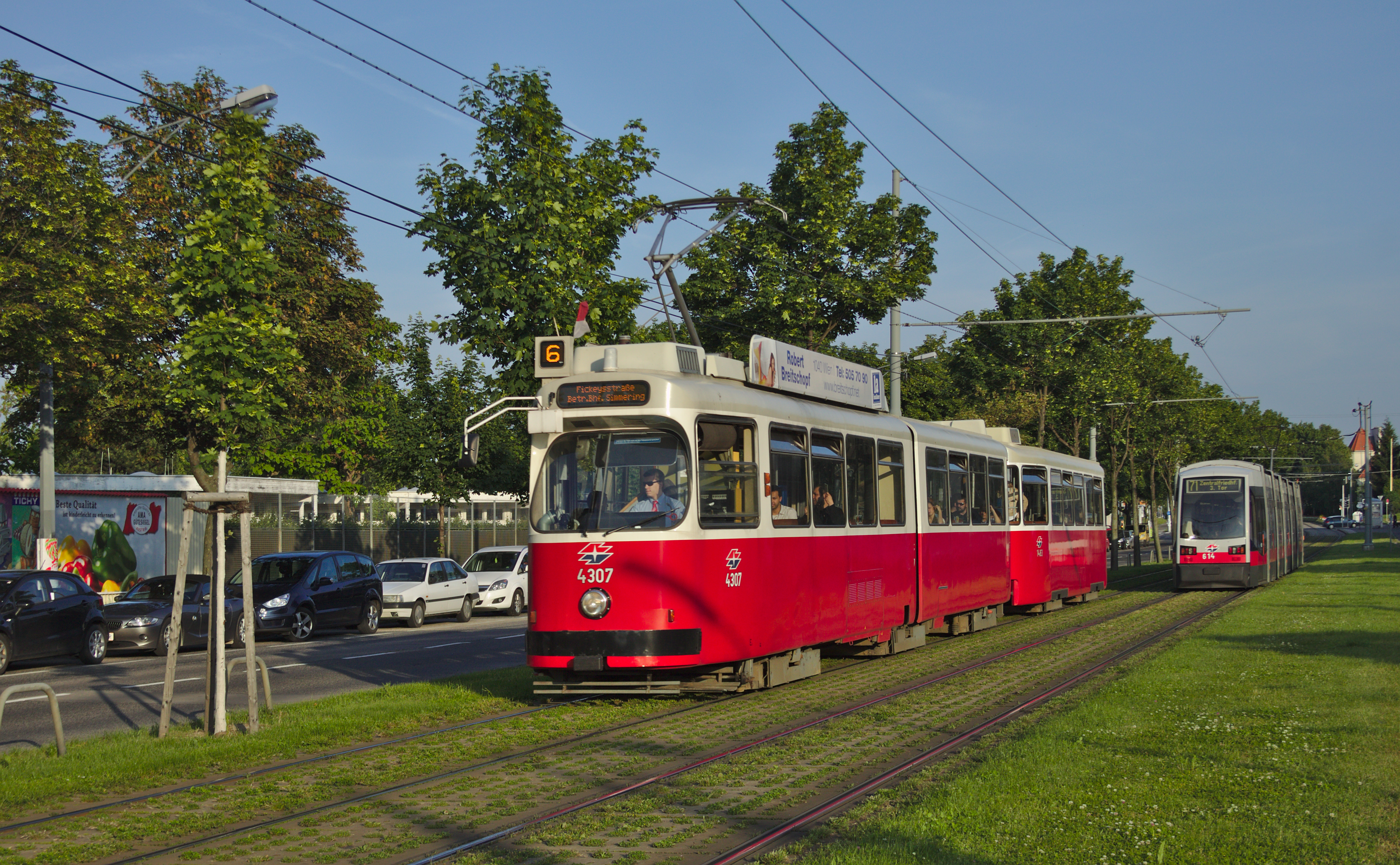
Füves pálya a Simmeringer Hauptstraße-n
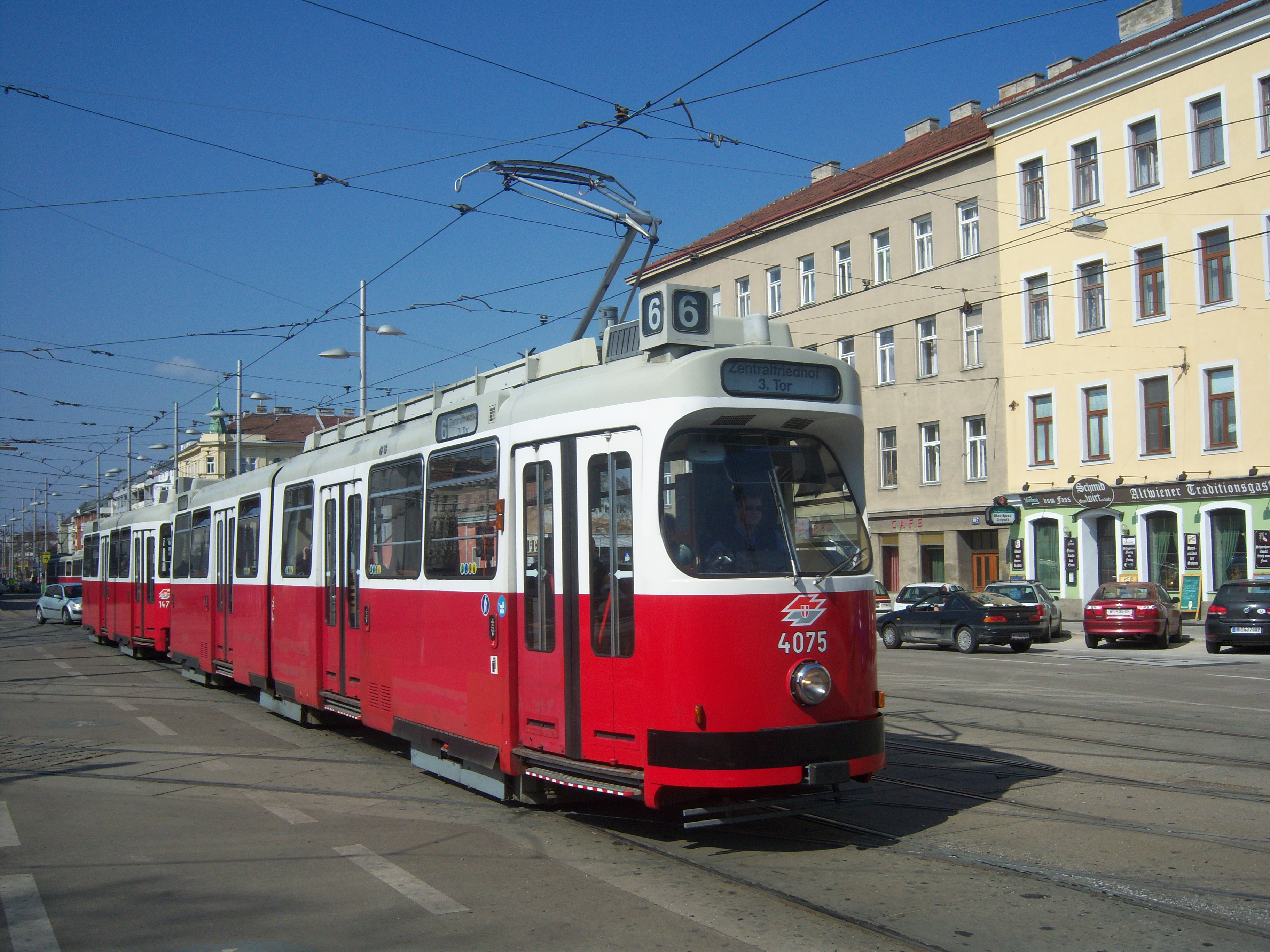
SGP E2
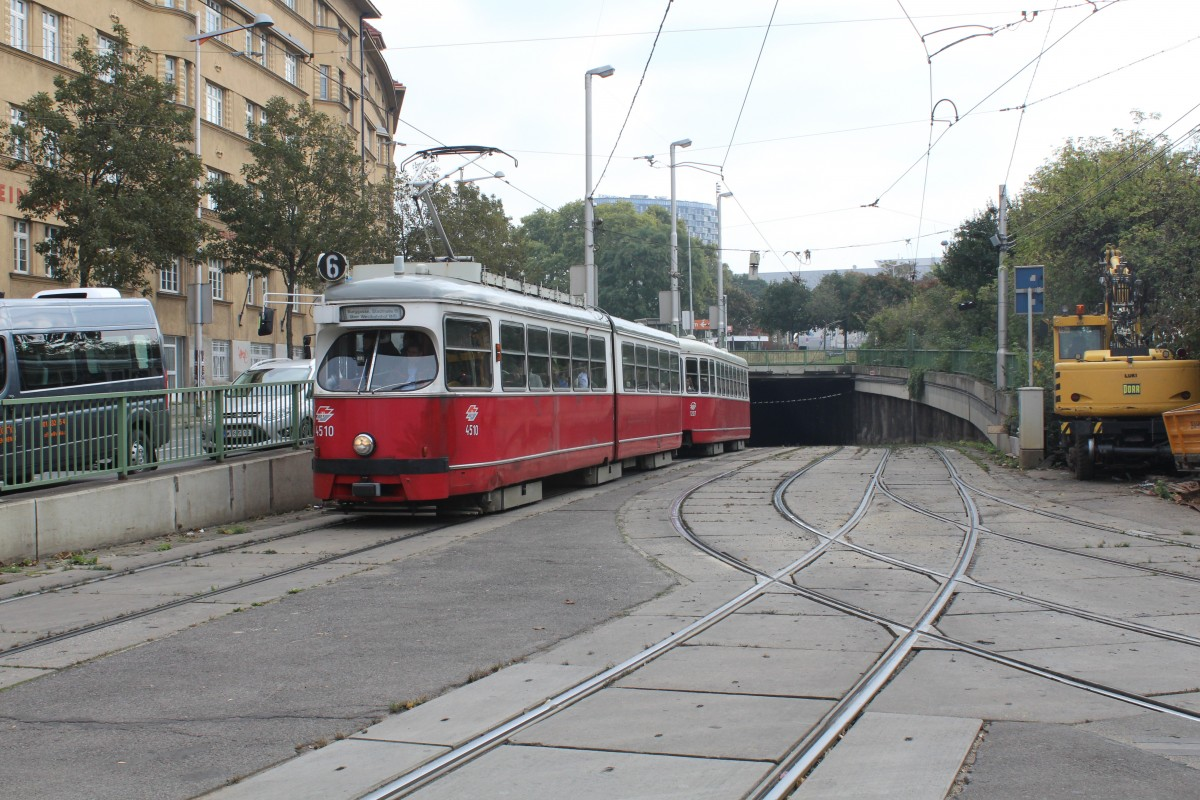
Villamos jön ki a Gürtel alatti alagútból